# Ałapajewsk
Ałapajewsk (ros. Алапаевск) – miasto w Rosji, w obwodzie swierdłowskim, na
Uralu, położone nad rzeką Nejwą.
W mieście rozwinął się przemysł maszynowy, drzewny, spożywczy.

## Historia
Osada założona w 1639 roku, prawa miejskie nadane jej zostały w 1781 roku. W 1918 r. miejsce uwięzienia i zamordowania krewnych cara Mikołaja II (m.in. Sergiusz Michajłowicz Romanow, Elżbieta Fiodorowna Romanowa).
Obecnie w mieście znajduje się jeden z najstarszych ośrodków budownictwa na Uralu. W pobliżu wydobycie rud żelaza.

## Demografia
| Historia populacji | Historia populacji |
| Rok                | Liczba ludności    |
| ------------------ | ------------------ |
| 1897               | 8.600              |
| 1939               | 25.000             |
| 1959               | 47.100             |
| 1967               | 49.000             |
| 1979               | 49.800             |
| 1989               | 50.300             |
| 2002               | 44.263             |
| 2005               | 43.300             |